# Awara (fruit)

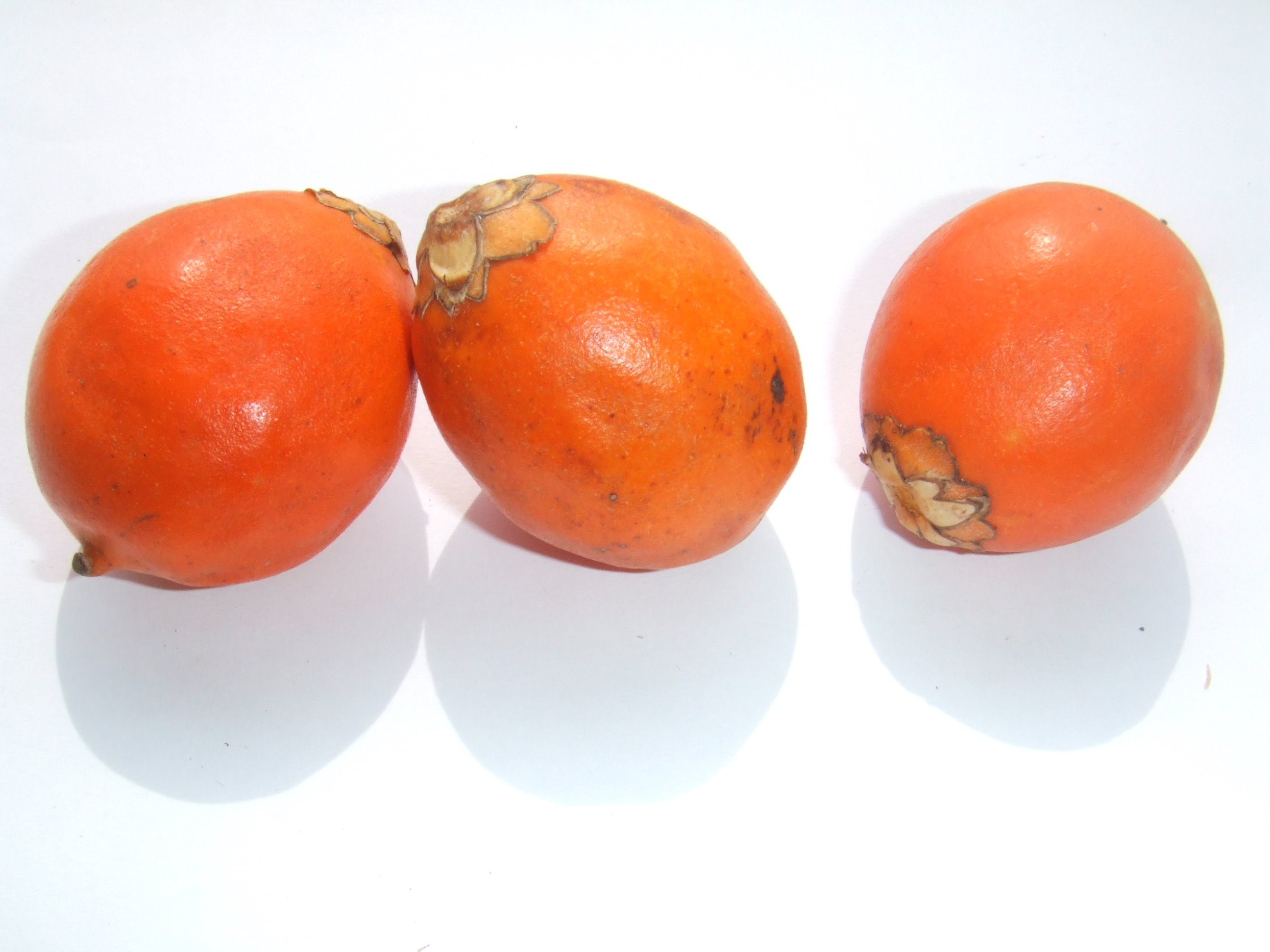
Fruits d'awara (Astrocaryum vulgare)

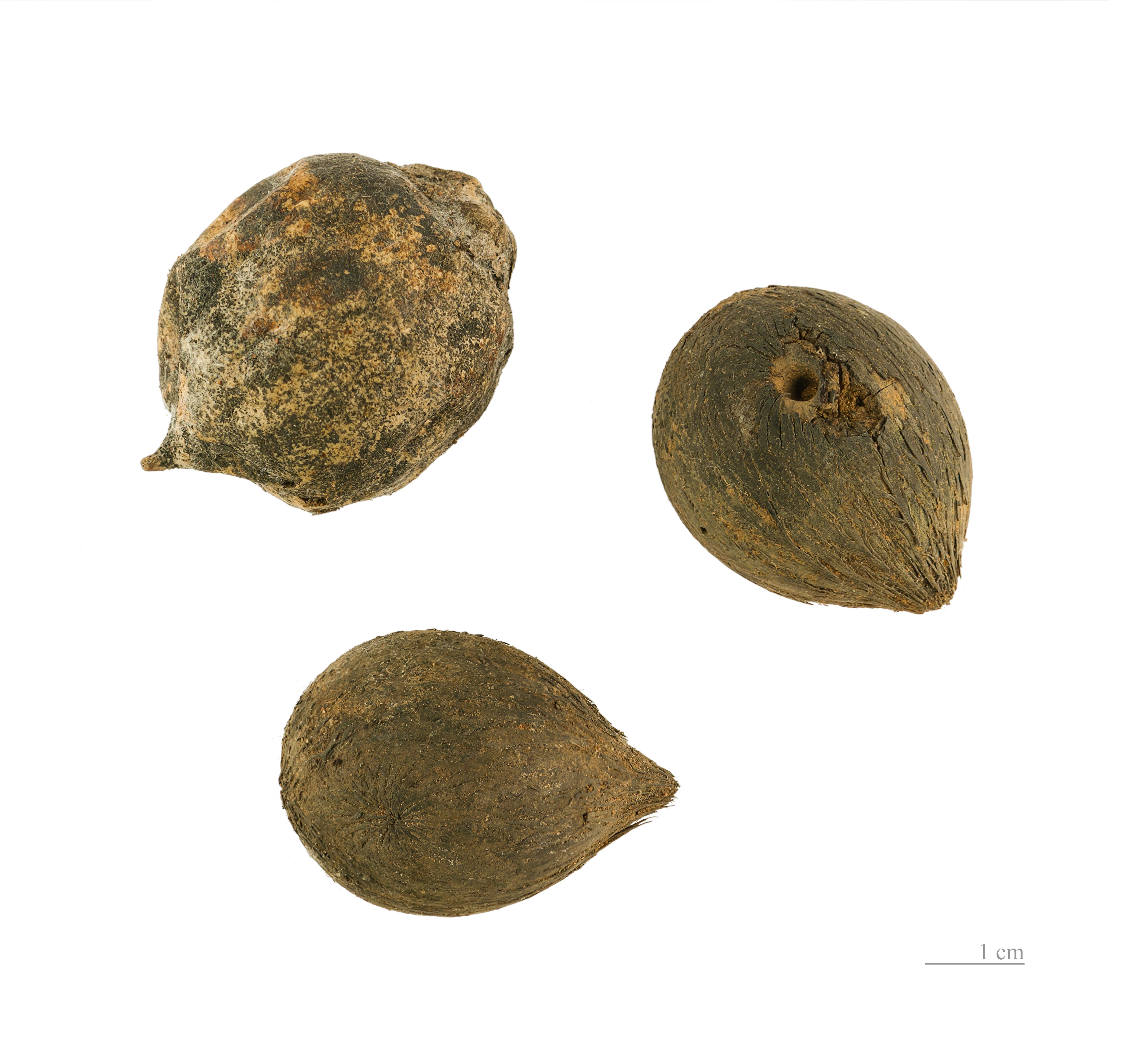
Graines d'awara (Astrocaryum vulgare) - MHNT

Pour les articles homonymes, voir Awara.
L'Awara (galibi "oüara") est le fruit de couleur orangée d’Astrocaryum vulgare (Arecaceae), un palmier cultivé en Guyane et au Brésil.

## Cuisine
Il est de tradition, en Guyane, de manger le « Bouillon d'awara » le dimanche de Pâques. Une sorte de pot au feu qu'on fait bouillir pendant 3 jours et qui contient toutes sortes d'ingrédients : pâte d'awara (le fruit pilé), viande, poisson, crevettes, légumes etc.